# Adephaga
Adephaga (Tiếng Hy Lạp ἀδηφάγος, adephagos, "gluttonous") là nhóm phân họ lớn thứ hai của bộ Bọ cánh cứng, với hơn 40.000 loài được ghi chép lại chia thành 10 họ.

## Danh sách các họ

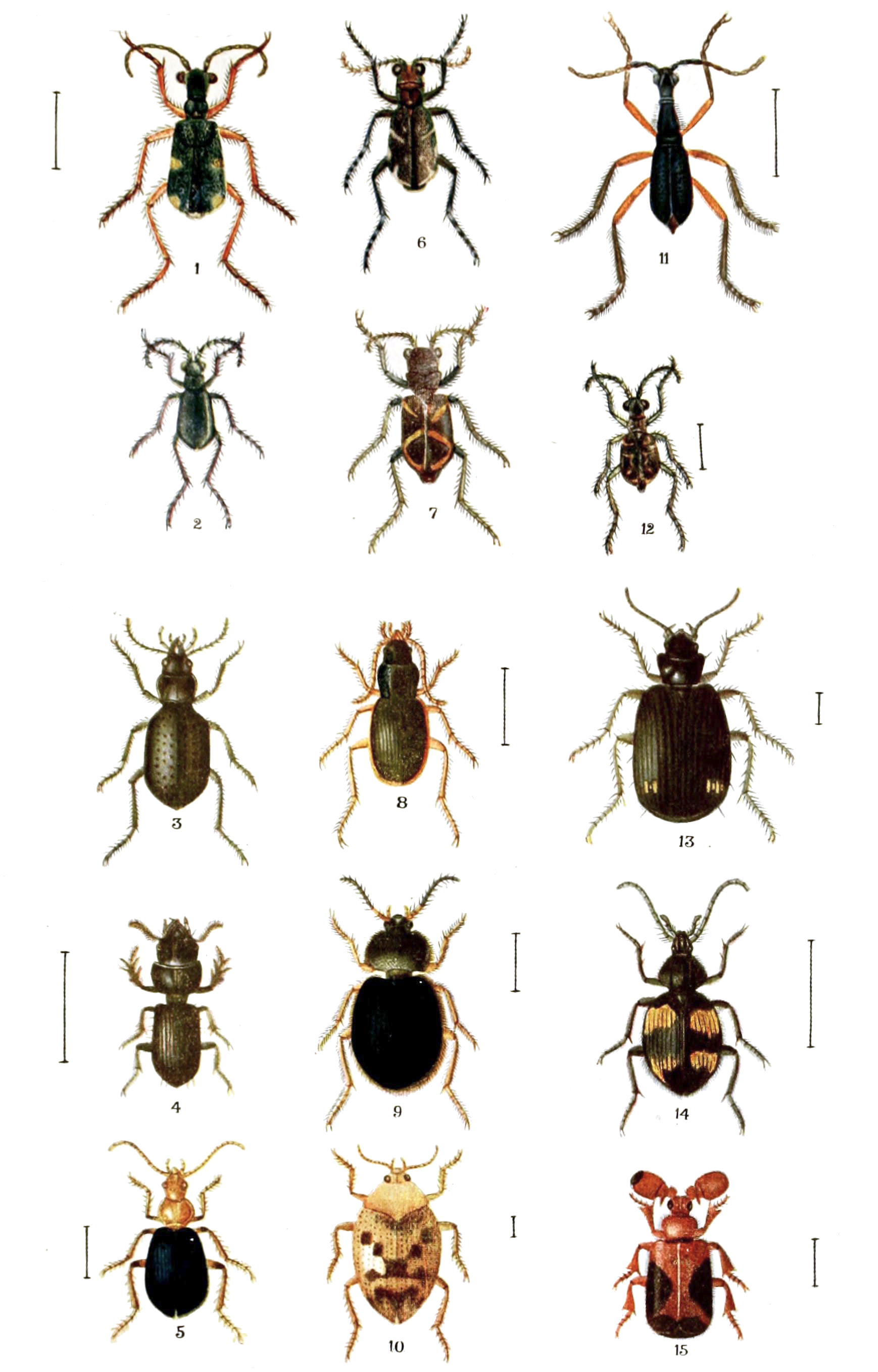
Hình ảnh bởi Harold Maxwell-Lefroy - Adephaga

### Họ còn hiện hữu
Amphizoidae
Aspidytidae
Carabidae
Dytiscidae
Gyrinidae
Haliplidae
Hygrobiidae
Meruidae Spangler & Steiner 2005

Noteridae
Rhysodidae
Trachypachidae

### Họ tuyệt chủng
Colymbothetidae
Coptoclavidae
Liadytidae
Parahygrobiidae
Triaplidae